# Geron albidipennis
Geron albidipennis är en tvåvingeart som beskrevs av Friedrich Hermann Loew 1870. Geron albidipennis ingår i släktet Geron och familjen svävflugor.
Artens utbredningsområde är Kalifornien. Inga underarter finns listade i Catalogue of Life.